# Долинівка (Кам'янець-Подільський район)
Доли́нівка (до 1946 р. — Волохи) — село в Україні, у Гуківській сільській громаді Кам'янець-Подільського району Хмельницької області.

## Назва
Первісна назва села «Волохи» пов'язана з тим, що можливо початково поселення було заселене волохами. Це могло трапитись, коли Поділля було завойоване турками та утворено Подільський еялет. В цей час подільські землі були спустошені, населення масово переселялося, а села знелюдніли. Після повернулося до складу Речі Посполитої у 1698—1699 роках можливо село заселили волохами, так як тут пролягав торговий Волоський шлях.

## Географія
Село розташоване поблизу села Гуків на лівому березі річки Збруч, навпроти на правому березі річки селище міського типу Скала-Подільська.

### Клімат
Долинівка знаходяться в межах вологого континентального клімату із теплим літом, але діяльність людини призводить до поганих змін та глобального потепління.

## Історія
Територія села була частиною містечка Скала до першого поділу Речі Посполитої. Найдавніша писемна згадка, де Волохи виступають, як окремий населений пункт походить з 1777 року:
село Волохи – це передмістя міста Скали, яке зайняли (австрійські володарі), а село залишилось в Краю (польському)…
У 1820 році село належало Михайлу Кучкевичу.
Селяни були звільнені від кріпосного права в 1861 році. На честь цієї події в багатьох селах Поділля на в'їздах встановлювали пам'ятні фігури, такі збереглись в селах: Нігин, Черче. Ця традиція помаленьку відновлюється, встановлюються статуї Божої Матері чи інші фігури.
1863 року селяни втрачають можливість користуватись рідною мовою, видано таємне розпорядження — Валуєвський циркуляр, що наказував призупинити видання значної частини книг, написаних українською мовою, а згодом доповнено Емським указом.
Внаслідок поразки визвольних змагань на початку XX століття, село надовго окуповане російсько-більшовицькими загарбниками.
Радянська окупація принесла колективізацію та розкуркулення, селяни зазнали репресій. Багатьох частинах Поділля відбувались масові селянські повстання, проти радянської влади.
В 1932–1933 селяни села пережили Голодомор.
По закінченню Другої світової війни у 1946—1947 роках село вчергове пережило голодомор.
До 1946 року село навивалось Волохи. Комуністичній владі у немилість потрапили назви інших народів, у різний час було вилучено практично усі назви поселень, в основах яких звучали як давні, так і новітні етноніми. Виняток було зроблено лише для етноніма «російський». Так село Волохи стало селом Долинівка.
З 1991 року в складі незалежної України.
15 вересня 2016 року шляхом об'єднання сільських територіальних громад, село увійшло до складу Гуківської сільської громади. Об'єднання в громаду має створити умови для формування ефективної і відповідальної місцевої влади, яка зможе забезпечити комфортне та безпечне середовище для проживання людей.
До адміністративної реформи 19 липня 2020 року село належало до Чемеровецького району, після його ліквідації, увійшло до складу Кам'янець-Подільського району.

## Населення
Населення становить 159 осіб.

### Мова
У селі поширені західноподільська говірка та південноподільська говірка, що відносяться до подільського говору, який належить до південно-західного наріччя.
100 % населення вказало своєю рідною мовою українську мову за даними перепису 2001 року.

## Природоохоронні території
Село лежить у межах національного природного парку «Подільські Товтри». Долинівка розташоване в каньйоні річки Збруч, звіди відривається вид на Скала-Подільський замок.

## Галерея

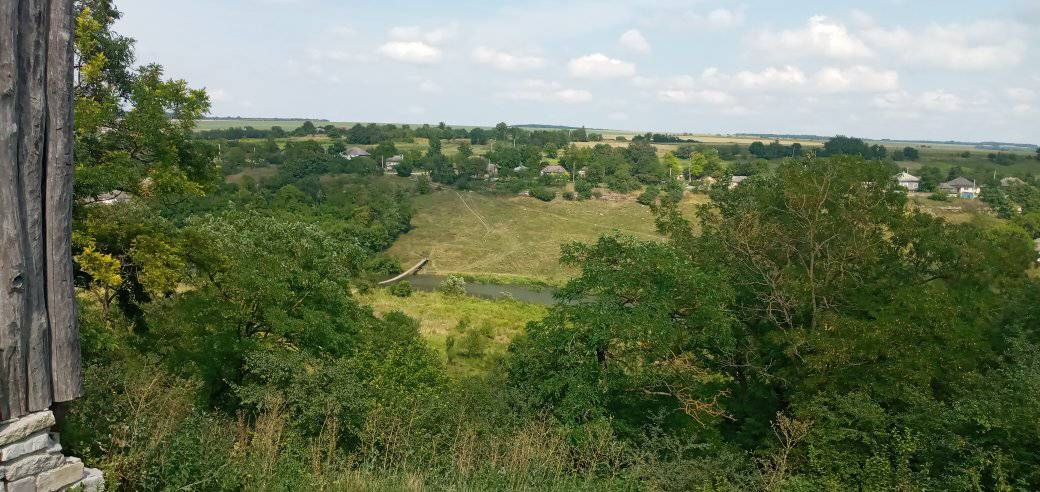
Вод на Долинівку зі Скали Подільської
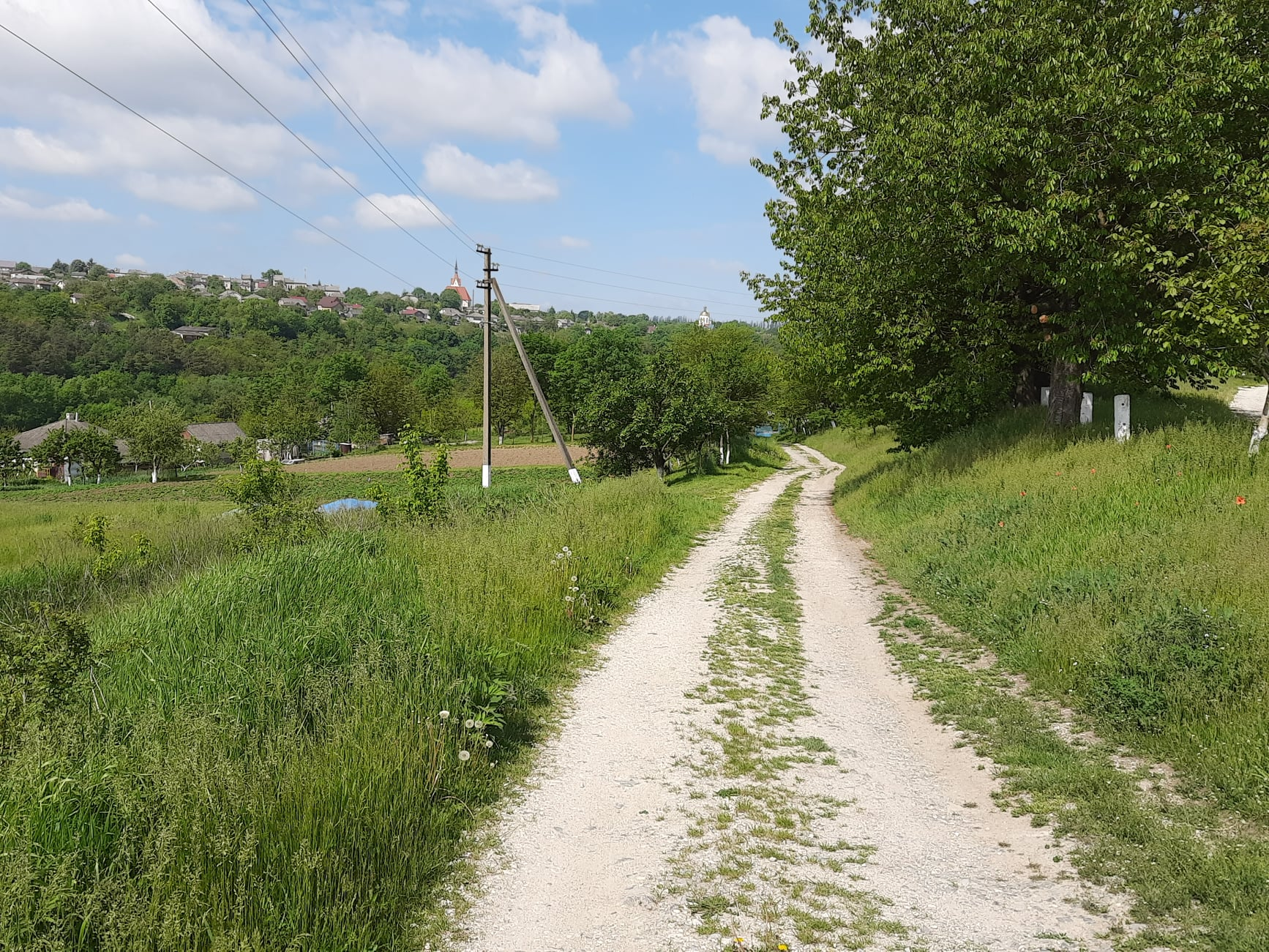
В'їзд у село
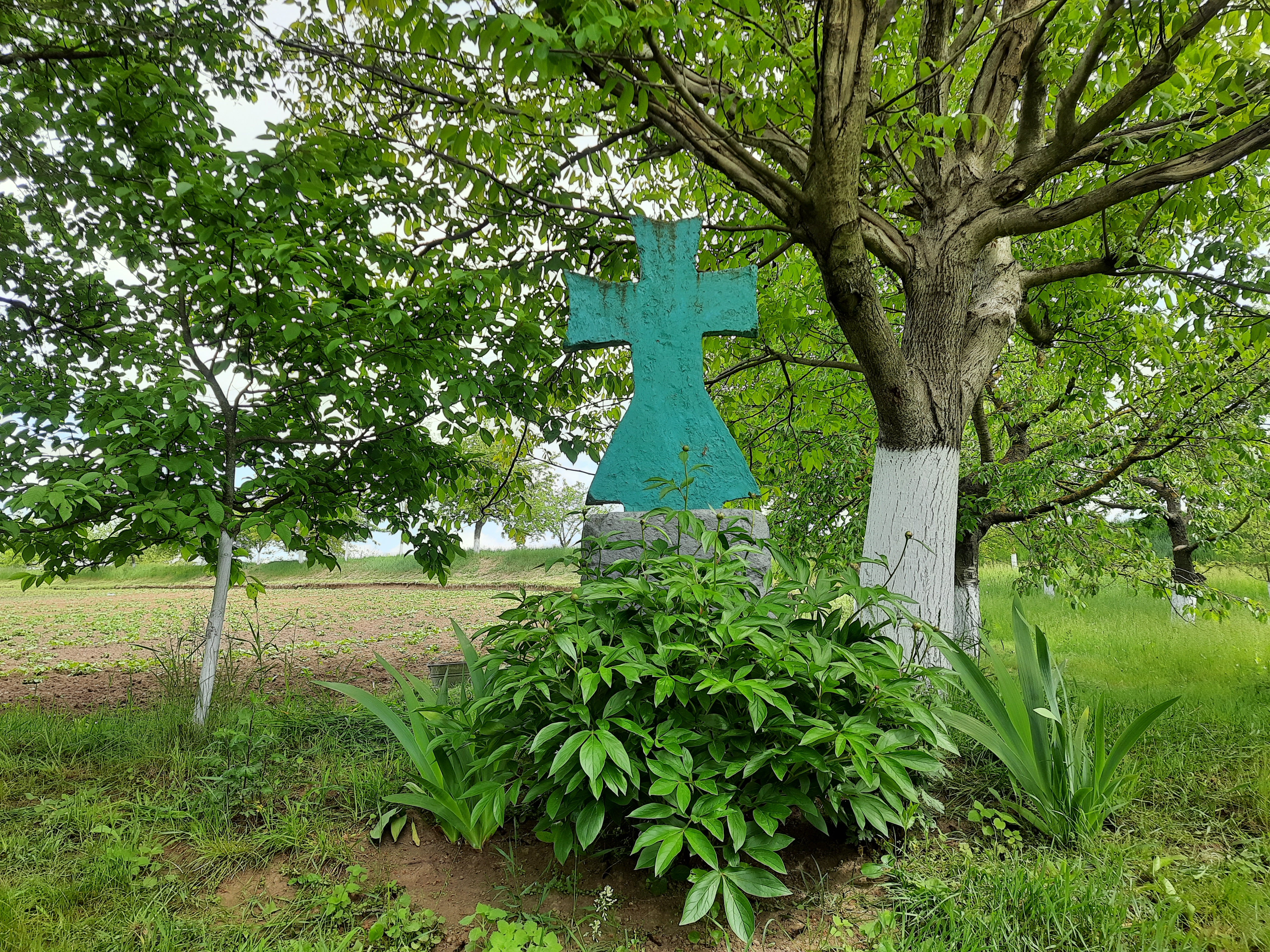
Старий кам'яний хрест
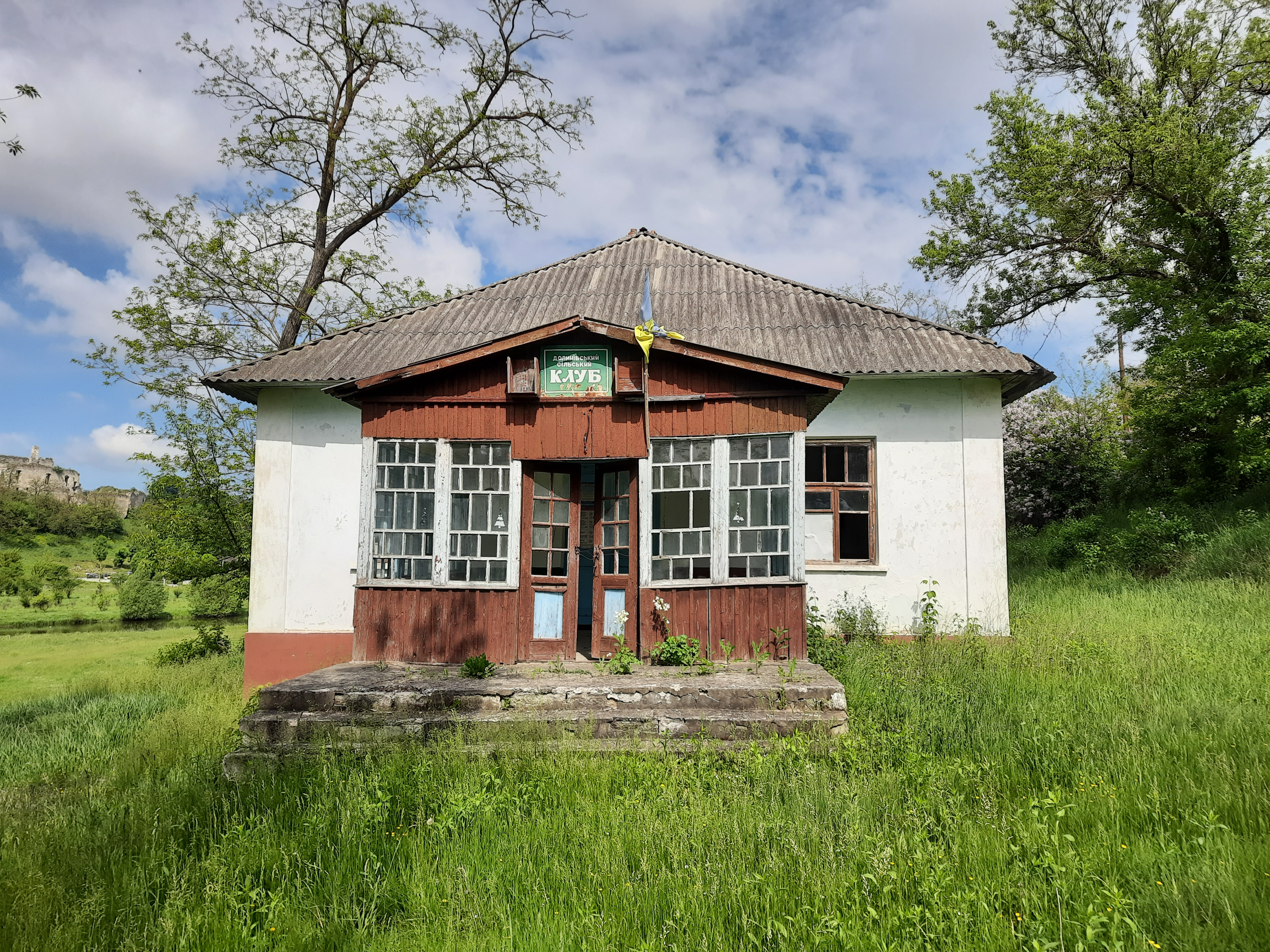
Клуб
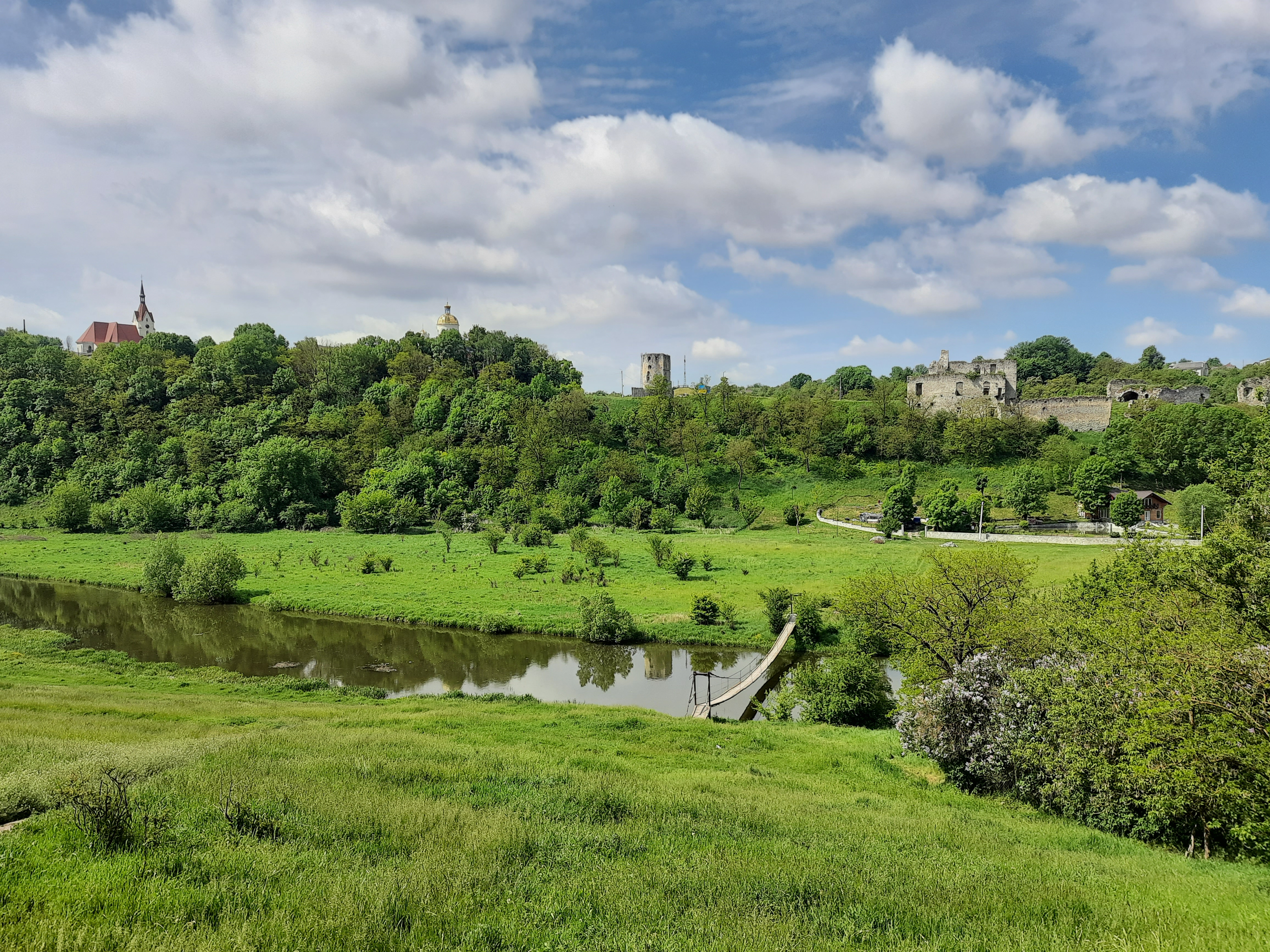
Вид з Долинівки на Скалу-Подільську